# Династия Ираклия
Династия Ираклия состояла из шестерых императоров, правивших Византийской империей с 610 по 695 и с 705 по 711 годы.

## Правители
| Имя | Имя                                                                                  | Правление                                | Комментарий |
| --- | ------------------------------------------------------------------------------------ | ---------------------------------------- | --- |
|     | Ираклий I (Ηράκλειος, Flavius Heraclius)                                             | 5 октября 610 — 11 февраля 641           | Родился ок. 575 года, старший сын экзарха Африки, Ираклия. В 609 году восстал против Фоки и сверг его в октябре 610 года. Успешно завершил войну с Сасанидами, но не смог остановить арабское завоевание Сирии, Египта, Африки. |
|     | Константин III Ираклий (Ηράκλειος νέος Κωνσταντίνος, Heraclius Novus Constantinus)   | 11 февраля — 24 мая 641                  | Родился 3 мая 612 года, старший сын Ираклия от первой жены Евдокии. После смерти отца стал соправителем вместе с младшим братом Ираклием II. Умер от туберкулёза, подозревался в отравлении вдовствующей императрицей Мартиной. |
|     | Ираклий II (Ηρακλωνάς, Heraclianus) (Κωνσταντίνος Ηράκλειος, Constantinus Heraclius) | 11 февраля 641 — сентябрь 641            | Родился в 626 году от второй жены Ираклия — Мартины, после смерти отца разделил трон со старшим сводным братом Константином. После его смерти стал править единолично с Мартиной в качестве регента, однако армия вынудила его разделить трон с племянником Константом. В сентябре 641 года смещён византийским сенатом.                              |
|     | Констант II (Κώνστας Β', Constantus II) (Κωνσταντίνος ο Πωγωνάτος)                   | Сентябрь 641 — 15 сентября 668           | Сын Константина III, родился 7 ноября 630 года, был прозван «Бородатым». Летом 641 года под давлением войск был объявлен соправителем вместе с дядей Ираклием II, а когда дядю вынудили отречься — стал править единолично. Перенёс столицу в Сиракузы, где и был убит.                                                                               |
|     | Константин IV (Κωνσταντίνος Δ' ο Πωγωνάτος)                                          | 15 сентября 668 — Сентябрь 685           | Сын Константа II, родился в 652 году, после убийства отца унаследовал трон. В источниках часто назывался «Бородатым», так как некоторые историки путали его с отцом. Отразил первое нападение арабов на Константинополь. Умер от дизентерии. |
|     | Юстиниан II (Ιουστινιανός Β' ο Ρινότμητος)                                           | Сентябрь 685 — 695, 705 — 11 декабря 711 | Сын Константина IV, родился в 669 году, в 681 году стал соправителем, после смерти отца унаследовал трон. В 695 году был смещён в результате восстания войск под командованием Леонтия, лишён носа, за что был прозван «Риномет» («лишённый носа»), и сослан в Херсон. В 705 году сумел вернуть себе трон. Свергнут Варданом Филиппиком. Обезглавлен. |

## Генеалогия
```
├─>
Ираклий Старший
 (ок.547-610), экзарх (правитель) Африки

│  X 
Епифания (ок.555-612)

│  │
│  ├─>
Мария (571/74-600/10)

│  │  X 1) 
Мартин

│  │  X 2) 
Евтропий

│  │  │    
│  │  ├─2>
Стефан (после 596- после 626)        

│  │  │
│  │  ├─1>
Мартина
 (ок.595-после 641/42)

│  │     X 2)
│  ├─>
Ираклий I
 (575-641), византийский император с 610  

│  │  X 1) 
Евдокия (Фабия)
 (ок.582-612)

│  │  │    
│  │  ├─1>
Евдокия (Епифания) (611-после 631)

│  │  │    
│  │  ├─1>
Константин III Ираклий
 (612-641), визант. имп.(11.II-24.V.641)

│  │  │  X 
Григория
 (610/15-после 632/33)  

│  │  │  │ 
│  │  │  ├─>
Констант II
 (630-668), византийский император с 641   

│  │  │  │  X 
Фауста
 (ум.после 660/63)

│  │  │  │  │
│  │  │  │  ├─>
Константин IV
 (648-685), византийский император с 668

│  │  │  │  │  X 
Анастасия
 (ок.650-после 711)

│  │  │  │  │  │
│  │  │  │  │  ├─>
Юстиниан II
 (669-711), визант. импер. 685-95 и с 705

│  │  │  │  │  │  X 1)
Евдокия
 (ок.671-до 702)

│  │  │  │  │  │  X 2)
Феодора Хазарская
 (ок.686-705/11)

│  │  │  │  │  │  │
│  │  │  │  │  │  ├─1>
Анастасия (ок.688-после 704)

│  │  │  │  │  │  │ ?X 
Тервель
 (ум.721), болгарский хан, цезарь.

│  │  │  │  │  │  │
│  │  │  │  │  │  ├─2>
Тиберий (702-711) соправитель отца с 706

│  │  │  │  │  │
│  │  │  │  │  ├─>
Ираклий (ок.671-после 684/85)

│  │  │  │  │
│  │  │  │  ├─>
Ираклий (ок.650-после 681/83)  

│  │  │  │  │
│  │  │  │  ├─>
Тиберий (ок.652-после 681/83) 

│  │  │  │  
│  │  │  ├─>
Феодосий (ок.632-659/60)   

│  │  │  │  
│  │  │  ├─>
Мариан ? (Марин ?)  

│  │  │    
│  │  ├─1>
Иоанн ? (род.611/12)
[
1
]
 ?     

│  │  │    
│  │  ├─2>
Константин (615-631 ? до 638) цезарь  

│  │  │  
│  │  ├─2>
Флавий (Фабий) (616/20-631 ? до 638) 

│  │  │  
│  │  ├─2>
дочь (Анастасия ?) (617/23-631 ? до 638)   

│  │  │  
│  │  ├─2>
дочь (Февронья ?) (618/24-631 ? до 638)  

│  │  │  
│  │  ├─2>
Феодосий (617/24-631 ? до 638)                 

│  │  │   X 
Ника (614/19- после 629/30)

│  │  │
│  │  ├─2>
Ираклий II (Ираклеон)
 (626-641), визант. имп.(11.II-IX.641)  

│  │  │   
│  │  ├─2>
Давид (630-641 или после) цезарь 638, август 641    

│  │  │  
│  │  ├─2>
Марин (631/34-641 или после) цезарь 638     

│  │  │   
│  │  ├─2>
Августина (ум.после 638) августа 638      

│  │  │    
│  │  ├─2>
Мартина (ум.после 638) августа 638     

│  │    
│  ├─>
Феодор
 (ок. после 636) куропалат, экзарх (правитель) Востока      

│  │  │  
│  │  ├─>
Григорий (ум.после 651/52), магистр    

│  │  
│  ├─>
Григорий (ум.652/53)   

│   
├─>
Григорий (ок.550-после 610), экзарх (правитель) Африки     

   │  
   ├─>
Никита (ум. до 629/30) патриций    

      │    
      ├─>
Григорий (ум.после 645/48)

      │    
      ├─>
Григория (610/15-после 632/33)

      │  X 
Константин III Ираклий
 (612-641) имп.(11.II-24.V.641) 

      │
      ├─>
Ника (614/619-после 629/30)  

      │  X 
Феодосий (617/24-631 ? до 638), сын Ираклия I
```